# Dictyna laeviceps
Dictyna laeviceps là một loài nhện trong họ Dictynidae.
Loài này thuộc chi Dictyna. Dictyna laeviceps được Eugène Simon miêu tả năm 1910.